# Nord Nord Mord
Nord Nord Mord è una serie televisiva tedesca di genere poliziesco, prodotta da Network Movie e Studio Hamburg e trasmessa dal 2011 dall'emittente ZDF. Protagonisti della serie sono Robert Atyorn, Peter Heinrich Brix, Julia Brendler e Oliver Wnuk; altri interpreti principali sono Anne Weber, Victoria Trauttmansdorf e Stephan A. Tölle
Della serie sono andati in onda 19 episodi in formato di film TV: l'episodio pilota fu trasmesso in prima visione il 21 aprile 2011.

## Trama
Protagonista delle vicende è il commissario Theo Clüver, che lavora sull'isola di Sylt, nella Germania del Nord, indagando su vari casi di omicidio. Ad affiancarlo nelle indagini sono Ina Behrendsen e Hinnerk Feldmann.
Dopo il pensionamento di Clüver, il nuovo commissario è Carl Sievers.

## Episodi
| Nr | Titolo originale                   | Titolo italiano | Prima TV Germania                         | Prima TV Italia |
| -- | ---------------------------------- | --------------- | ----------------------------------------- | --------------- |
| 1  | Nord Nord Mord                     |                 | 21 aprile 2011                            | inedito         |
| 2  | Clüver und die fremde Frau         |                 | 11 settembre 2013                         | inedito         |
| 3  | Clüvers Geheimnis                  |                 | 9 marzo 2015                              | inedito         |
| 4  | Clüver und der tote Koch           |                 | 4 aprile 2016                             | inedito         |
| 5  | Clüver und die wilde Nacht         |                 | 3 marzo 2017                              | inedito         |
| 6  | Clüver und die tödliche Affäre     |                 | 20 marzo 2017                             | inedito         |
| 7  | Clüver und der König von Sylt      |                 | 20 settembre 2017                         | inedito         |
| 8  | Clüver und der leise Tod           |                 | 15 gennaio 2018                           | inedito         |
| 9  | Sievers und die Frau im Zug        |                 | 15 ottobre 2018                           | inedito         |
| 10 | Sievers und die Tote im Strandkorb |                 | 29 aprile 2019                            | inedito         |
| 11 | Sievers und die tödliche Liebe     |                 | 13 gennaio 2020                           | inedito         |
| 12 | Sievers und die schaflosen Nächte  |                 | 5 ottobre 2020                            | inedito         |
| 13 | Sievers und der goldene Fisch      |                 | 6 gennaio 2021                            | inedito         |
| 14 | Sievers und der schönste Tag       |                 | 8 marzo 2021                              | inedito         |
| 15 | Sievers und der schwarze Engel     |                 | 18 ottobre 2021                           | inedito         |
| 16 | Sievers und die Stille Nacht       |                 | 13 dicembre 2021                          | inedito         |
| 17 | Sievers und das mörderische Türkis |                 | 10 gennaio 2022                           | inedito         |
| 18 | Sievers sieht Gespenster           |                 | 10 dicembre 2022                          | inedito         |
| 19 | Sievers und die letzte Beichte     |                 | 7 gennaio 2023 (web)/16 gennaio 2023 (TV) | inedito         |

## Personaggi e interpreti
- Commissario Theo Clüver, interpretato da Robert Atzorn (ep. 1-8)[1][2][5]
- Commissario Carl Sievers, interpretato da Peter Heinrich Brix (ep. 9-in corso)[2][5]
- Ina Behrendsen, interpretata da Julia Brendler (ep. 1-in corso)[2]
- Anna Clüver, interpretata da Ulrike Grote. È la moglie di Theo Clüver.[1][3]

## Ascolti
In Germania, la serie ha raggiunto il massimo degli ascolti con l'episodio Sievers und die letzte Beichte, trasmesso il 16 gennaio 2023 e seguito da 9,44 milioni di telespettatori (con il 33,1% di share). In precedenza l'episodio più visto era stato Sievers sieht Gespenster, trasmesso il 10 dicembre 2022 e seguito da 8,95 milioni di telespettatori (con il 31,1% di share).